# Hapigia abscondens
Hapigia abscondens är en fjärilsart som beskrevs av Walker 1858. Hapigia abscondens ingår i släktet Hapigia och familjen tandspinnare. Inga underarter finns listade i Catalogue of Life.